# The Madness of Helen
The Madness of Helen (conosciuto anche come Beyond the Wall) è un film muto del 1916 diretto da Travers Vale su una sceneggiatura di Emmett C. Hall.

## Produzione
Il film fu prodotto dalla Paragon Films.

## Distribuzione
Il copyright del film, richiesto dalla World Film Corp., fu registrato il 15 novembre 1916 con il numero LU9525.
Distribuito dalla World Film e presentato da William A. Brady, il film uscì nelle sale cinematografiche statunitensi il 20 novembre 1916.
Non si conoscono copie ancora esistenti della pellicola che viene considerata presumibilmente perduta.